# 経済的発注量
経済的発注量（けいざいてきはっちゅうりょう、Economic Order Quantity または EOQ）とは、定量発注方式において、発注費用と在庫費用の総額を最小化する1回あたりの発注量のこと。経済発注量、最経済発注量、経済的ロットサイズともいわれる。
この手法は、F. W. Harrisにより1913年に考案され、R. H. Wilsonの研究によって進化していった。

## 概要
単一商品に対する経済的発注量は、次式で表される総在庫費用 C (Q ) を最小にする発注量 Q である。
{\displaystyle C(Q)={E{\frac {D}{Q}}}+{H{\frac {Q}{2}}}}
（総在庫費用＝発注費用＋保管費用）
上式の因子は、次のとおりである。
{\displaystyle {\frac {D}{Q}}} = 一定期間内の発注回数
{\displaystyle {\frac {Q}{2}}} = 一定期間内の平均在庫量
用いられている変数と定数は、下記のとおりである。
- Q = 発注量（変数）
- D = 一定期間内の需要
- E = 発注ごとに発生する発注費用 (単位あたりの費用ではない)
- H = 一定期間内の単位あたり保管費用

このとき、経済的発注量の値 {\displaystyle Q^{*}} は、次式になる。
{\displaystyle Q^{*}={\sqrt {\frac {2ED}{H}}}}

## 導出
{\displaystyle C(Q)} を最小とする Q を求めるために、Q についての導関数を計算して、それを 0 とおく。
{\displaystyle {\frac {dC(Q)}{dQ}}={\frac {d}{dQ}}\left({\frac {ED}{Q}}+{\frac {HQ}{2}}\right)=-{\frac {ED}{Q^{2}}}+{\frac {H}{2}}=0}
これを Q について解くと、こうなる。
{\displaystyle {\frac {H}{2}}={\frac {ED}{Q^{2}}}}
{\displaystyle Q^{2}={\frac {2ED}{H}}}
{\displaystyle Q={\sqrt {\frac {2ED}{H}}}=Q^{*}}
なお、このときの総在庫費用は次式になる。
{\displaystyle C(Q^{*})={\sqrt {2EDH}}}

## その他
便宜的に、H を次式で計算する方法もある。
H = PF
ここで、F は、在庫費用係数である。
- F = 在庫費用係数（0〜1の範囲の係数を用い、通常は10〜15%とする)